# Коронавірусна хвороба 2019 на Шпіцбергені
Епідемія коронавірусної хвороби 2019 на Шпіцбергені — це поширення пандемії коронавірусної хвороби 2019 на територію архіпелагу Шпіцберген, який є невключеною територією Норвегії. Перший випадок хвороби на Шпіцбергені зареєстровано 6 жовтня 2021 року в адміністративному центрі островів Лонг'їрі.
Як територія Норвегії Шпіцберген дотримується обмежень щодо COVID-19, прийнятих у материковій частині Норвегії. У березні 2021 року губернатор Шпіцбергена запровадив обов'язкове використання масок для обличчя у всіх громадських місцях, включно на вулиці. Порушення карантинних правил карались штрафом та 6-місячним ув'язненням.

## Хронологія
6 жовтня 2021 року у російського рибалки, якого доставили з острова Бьорньоя в муніципалітеті Олесунн до лікарні в Лонг'їрі, підтверджено позитивний тест на COVID-19.
11 листопада 2021 року повідомлено про невстановлену кількість випадків хвороби серед приїзджих осіб і жителів Лонг'їра.
Станом на 11 січня 2022 року було підтверджено загалом 23 позитивних тести, з яких 13 були виявлені в перший тиждень року, а решта 10 були зареєстровані в 2021 році.

## Вплив епідемії

### Вплив на туризм
За даними видання «Toronto Star» кількість туристів на Шпіцбергені приблизно вдвічі менша, ніж була до епідемії.

### Вплив на науку
За даними видання «The Independent», станом на березень 2020 року пандемія не становить ризику для всесвітнього сховища насіння на Шпіцбергені, «оскільки на об'єкті на островах немає постійного персоналу».
У зв'язку з пандемією Шпіцбергенська інтегрована система спостереження за арктичними територіями (SIOS), Сілезький університет у Катовицях і Центр полярних досліджень «розпочали проведення кількох оперативних заходів, спрямованих на пом'якшення нових викликів, спричинених пандемією».